# Simeon Simeonov
Simeon Simeonov (búlgar: Симеон Симеонов)  (Sofia, 26 de març de 1946 - Sofia, 2 de novembre de 2000) és un exfutbolista búlgar de la dècada de 1970.
Fou 34 cops internacional amb la selecció búlgara amb la qual participà en la Copa del Món de Futbol de 1966, a la Copa del Món de Futbol de 1970 i a la Copa del Món de Futbol de 1974.
Pel que fa a clubs, defensà els colors de Slavia Sofia i CSKA Sofia.